# Більцарева
Більцарева (пол. Binczarowa) — лемківське село в Польщі, у гміні Грибів Новосондецького повіту Малопольського воєводства.
Населення — 1305 осіб (2011).

## Географія
Знаходиться в долині потоку Бінчарівка (Binczarówka) — правої притоки річки Біла (Biała).

## Історія
Заснована в 1365 році Казимиром ІІІ.
По розборах Польщі (1772, 1793 і 1795 pp.) перейшли королівські маєтності в Більцареві на власність австрійської держави, або т. зв. камери. Звідси і назва — камеральні добра. В 1820 р, закупив ті добра німецький банкір Hosz, якому солтиси Трохановскі мусіли відробляти панщину. В 1886 р. помер безпотомно останній з родини Гошів, іменем Фердинанд. Тоді мешканці Більцаревої закупили — при діяльній співучасті свого пароха о. Теофіля Качмарчика за ціну 36.000 австр. корон, від родини померлого Фердинанда Гоша більцаревську частину його дібр.
В 1918–1920 роках входила до Руської народної республіки лемків. Більшість селян (крім 48) в ході Тилявської схизми на 1936 рік перейшли до Польської православної церкви.
До середини XX ст. в регіоні переважало лемківське населення. У 1939 році з 760 жителів села — 740 українців, 15 поляків і 5 євреїв. До 1945 р. в селі була греко-католицька парафія Грибівського деканату, до якої також належав Грибів, метричні книги велися з 1784 року.
В 1945 р. православна частина села виїхала в СРСР, забравши з собою церковне майно включно із дзвонами. У червні 1947 року решту українського населення — 258 осіб було примусово виселено в ході операції «Вісла» і розсіяно на Повернених Землях. На їхнє місце заселені поляки.
У 1975–1998 роках село входило до складу Новосондецького воєводства.

## Демографія
Демографічна структура станом на 31 березня 2011 року:
|          | Загалом | Допрацездатний вік | Працездатний вік | Постпрацездатний вік |
| -------- | ------- | ------------------ | ---------------- | -------------------- |
| Чоловіки | 692     | 218                | 445              | 29                   |
| Жінки    | 613     | 176                | 375              | 62                   |
| Разом    | 1305    | 394                | 820              | 91                   |

## Відомі особистості
В селі народився:
- Возняк Семен Євгенович (1935—2018) — український поет, лікар, громадський діяч.

Також із селом пов'язані:
- Симон Трохановський — український педагог (учитель сільських шкіл), обраний послом до Галицького сейму 1-го скликання.
- Семен і Василь Мадзеляни — українські культурні діячі у США.

## Пам'ятки
- Давня дерев'яна греко-католицька церква святого великомученика Димитрія 1760 року (тепер костел), збереглася більша частина внутрішнього оздоблення (поліхромні фігури з 1549 i 1649 років, іконостас і бічні вівтарі XVIII  ст.). Інша церква (православна з 1930-х років) знищена після 1945 року.
- Військовий цвинтар, на якому спочивають солдати, загиблі під час Першої світової війни.